# 蒙自木蓝
蒙自木蓝（学名：Indigofera mengtzeana）为豆科木蓝属下的一个种。

## 扩展阅读
- 維基物種上的相關：蒙自木蓝